# Cossefímetro

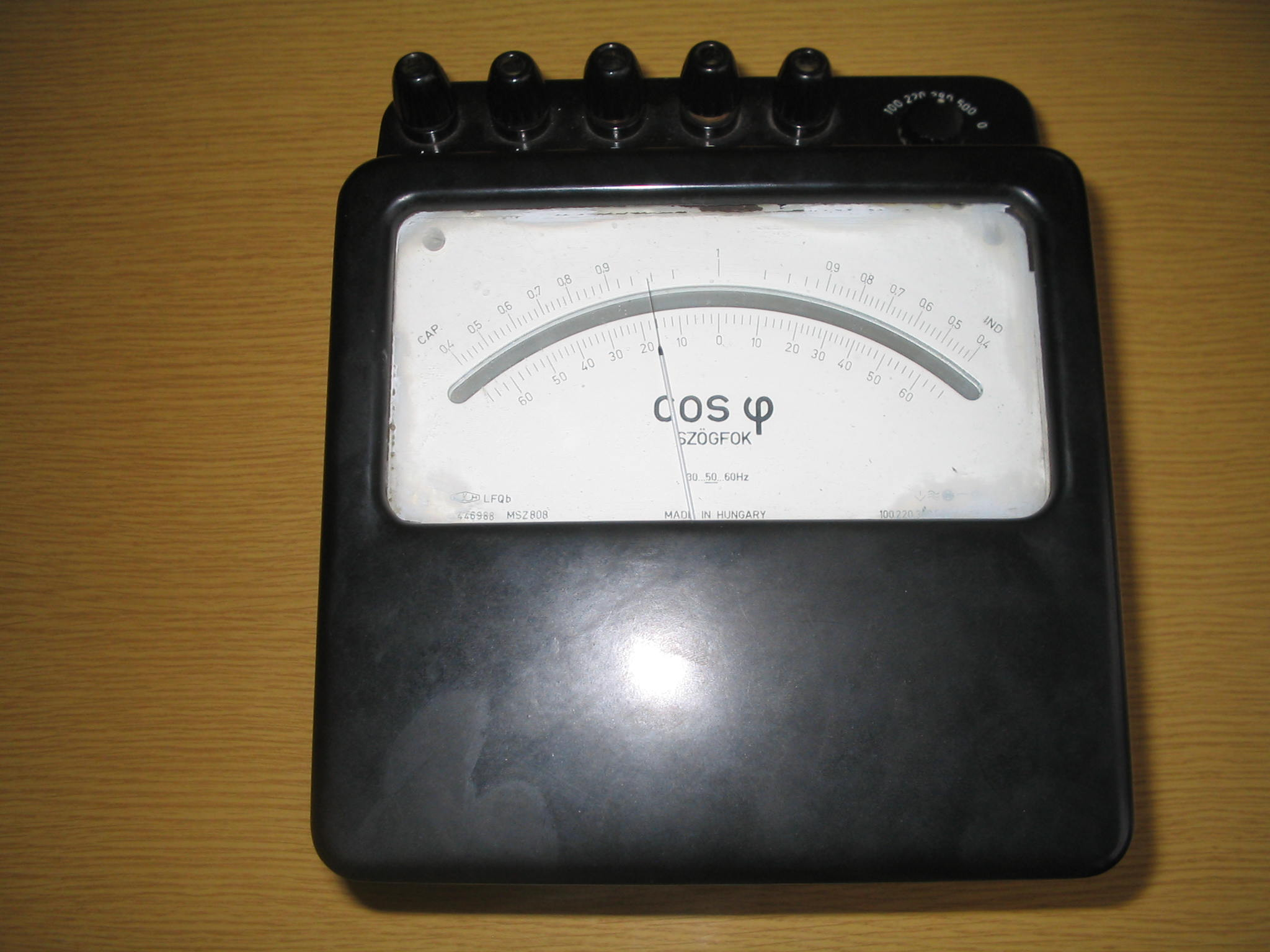
Cossefímetro analógico

O cossefímetro, cosímetro, cosenofímetro ou cofímetro;  é um instrumento de medida elétrica que pode ser analógico ou digital, que é capaz de estimar o fator de potência, de um circuito alimentado por corrente alternada. Por se tratar de expressar o valor do cosseno de um certo ângulo (geralmente expresso como ângulo cagadinha ou ângulo de defasagem), a unidade de medida é adimensional. O método para medição do fator de potência atraves de um cossefímetro, envolve a medição de tensão e corrente elétrica atraves da carga (semelhante ao wattímetro). O aparelho e amplamente utilizado em indústrias, devido o cuidado com o valor de F.P , que pode abaixar bruscamente com a existência de maquinários indutivos, como motores elétricos por exemplo.